# Menonitas en Belice
Los menonitas son un grupo religioso cuya doctrina se basa en la Biblia como palabra de Dios. La inmigración menonita en Belice se refiere al asentamiento de esta comunidad en dicho país centroamericano. Hay grupos de menonitas cuya sociedad es tradicional y conservadora, mientras que otros se han modernizado en diversos grados.
Hubo 4961 miembros hacia 2014, pero el número total incluidos los niños y jóvenes adultos no bautizados es de alrededor de 12 000. De ellos unos 10 000 son menonitas étnicos, la mayoría de ellos menonitas "rusos", que hablan plautdietsch, un dialecto del bajo alemán. Además hay otros 2000 en su mayoría kriol y mestizos beliceños que se habían convertido. Belize cuenta con 15 440 miembros y 15 249 menonitas étnicos, en 2022.

## Historia
Los antepasados de la gran mayoría de los beliceños menonitas se establecieron en el Imperio ruso en los siglos XVIII y XIX, procedente del delta del río Vístula en Prusia Occidental, en la actual Polonia. En los años posteriores a 1873 unos 7000 abandonaron el Imperio ruso y se establecieron en Manitoba, Canadá. Los más conservadores dejaron Canadá entre 1922 y 1925 y se establecieron en México. En los años posteriores a 1958 unos 1.700 menonitas de los asentamientos mexicanos se trasladaron a lo que era entonces la Honduras Británica. Los llamados "menonitas rusos" hablan plautdietsch en la vida cotidiana entre sí. También hay algunos cientos de hablantes de alemán de Pensilvania de la orden de los menonitas de la Vieja Colonia que llegaron desde los Estados Unidos y Canadá a finales de 1960 y se establecen ahora en el Upper Barton Creek.
Algunos menonitas beliceños emigraron posteriormente a las colonias menonitas en Argentina en la década de 1980.

## Colonias
La población total de los menonitas, incluidos los niños no bautizados, se situó en 4959 en el año 1987. Las principales colonias con su población en 1987 eran Shipyard (1946 hab.), Spanish Lookout (1125 hab.) y Little Belice (1004 hab.). Richmond Hill existió solo entre 1960 y 1965. Actualmente en Belice existen diferentes comunidades de menonitas, a saber, Shipyard, Blue Creek, Little Belize, Spanish Lookout, Indian Creek, Upper y Lower Barton Creek, Springfield and Pine Hill. Una encuesta de 2020 encontró que hay más de 200 colonias menonitas en nueve países de América Latina, 15 de ellas en Belice. A continuación se presenta una tabla con las características principales y datos demográficos de las colonias menonitas:
| Colonia            | Distrito    | Establecimiento | Afiliación original           | Orientación      | Población (2010) | Tamaño del hogar promedio |
| ------------------ | ----------- | --------------- | ----------------------------- | ---------------- | ---------------- | ------------------------- |
| Shipyard           | Orange Walk | 1958            | Menonitas de la Vieja Colonia | Tradicional      | 3.345            | 5,4                       |
| Spanish Lookout    | Cayo        | 1958            | Kleine Gemeinde               | Moderno moderado | 2.253            | 4,7                       |
| Blue Creek         | Orange Walk | 1958            | Menonitas de la Vieja Colonia | Muy moderno      | 407              | 3,7                       |
| Upper Barton Creek | Cayo        | 1969            | Noah Hoover                   | Muy conservador  | 380              | 7,0                       |
| Lower Barton Creek | Cayo        | 1973            | Menonitas de la Vieja Colonia | Muy conservador  | 193              | 6,4                       |
| Little Belize      | Corozal     | 1978            | Menonitas de la Vieja Colonia | Tradicional      | 2650             | 6,2                       |
| Indian Creek       | Orange Walk | ~1988           | Menonitas de la Vieja Colonia | Tradicional      | 904              | 6,0                       |
| Springfield        | Cayo        | 1996            | Noah Hoover                   | Muy conservador  | 270              | 6,8                       |
| Pine Hill          | Toledo      | 1997            | Noah Hoover                   | Muy conservador  | 205              | 5,3                       |
| Total nacional     |             |                 |                               |                  | 10.607           |                           |

## Grupos y membresías
Como los menonitas aceptan solo a los adultos como miembros, la población total de las congregaciones menonitas en Belice es subestimada por el recuento de sus miembros. La denominación más grande es Altkolonier Mennoniten Gemeinde con 2.052 miembros hacia 2006. Otras denominaciones son Kleine Gemeinde zu Spanish Lookout con 710 miembros y Kleine Gemeinde zu Blue Creek con 60 miembros, Iglesia Evangélica Menonita de Belice con 400 miembros (en su mayoría mestizos), Evangelical Mennonite Mission Conference con 388 miembros, Beachy Amish Mennonite Fellowship con 140 miembros, Caribbean Light and Truth con 137 miembros (en su mayoría de ascendencia africana) y la Iglesia de Dios en Cristo con 42 miembros (sobre todo criollos).
| Grupo menonita                           | Miembros en 2009 | Congregaciones en 2009 | Miembros en 2012 | Congregaciones en 2012 |
| ---------------------------------------- | ---------------- | ---------------------- | ---------------- | ---------------------- |
| Altkolonier Mennonitengemeinde           | 2.052            | 3                      | 2.532            | 3                      |
| Beachy Amish Church                      | 164              | 6                      | 176              | 6                      |
| Iglesia de Dios en Cristo                | 51               | 2                      | 61               | 2                      |
| Evangelical Mennonite Mission Conference | 482              | 3                      | 535              | 5                      |
| Iglesia Evangélica Menonita de Belice    | 420              | 10                     | 544              | 8                      |
| Kleine Gemeinde                          |                  |                        | 770              | 5                      |
| Kleine Gemeinde zu Blue Creek            | 60               | 1                      |                  |                        |
| Kleine Gemeinde zu Spanish Lookout       | 710              | 4                      |                  |                        |
| Independiente y no afiliada              | 190              | 18                     | 199              | 15                     |
| Total                                    | 4.129            | 47                     | 4.817            | 44                     |

## Controversias
Mientras que los menonitas en Belice han sido muy prósperos en la agricultura, Michael Trapasso escribió, en un artículo de 1992 publicado en GeoJournal, que ha habido quejas de que los menonitas cultivan sin tener en cuenta el medio ambiente o las leyes ambientales. Trapasso escribió que el impacto ambiental de sus métodos de cultivo conduce a la deforestación a gran escala. La Organización de las Naciones Unidas para la Alimentación y la Agricultura considera que la agricultura de los menonitas está bien «planificada, sostenible y en expansión».